# Bobbanahalli, Sakleshpur
Bobbanahalli là một làng thuộc tehsil Sakleshpur, huyện Hassan, bang Karnataka, Ấn Độ.